# Kinji Fukasaku

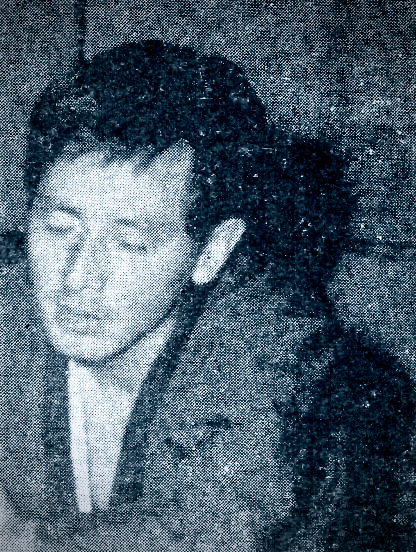
Kinji Fukasaku

Kinji Fukasaku (japanisch 深作欣二 Fukasaku Kinji; anhörenⓘ; * 3. Juli 1930 in Mito, Ibaraki, Japan; † 12. Januar 2003 in Tokio) war ein japanischer Filmregisseur, Filmproduzent und Drehbuchautor.

## Leben
Kinji Fukasaku arbeitete ab 1953 als Regieassistent für das Studio Toei, das größtenteils Samurai-Filme und Kostümdramen produzierte. 1961 veröffentlichte er seine erste eigene Regiearbeit. Seine ersten Filme waren traditionelle Gangsterfilme über die Yakuza. Stark vom Italienischen Neorealismus beeinflusst, entfernte er sich ab 1971 mit der fünfteiligen, im Nachkriegs-Hiroshima spielenden Filmreihe Jingi naki tatakai von den Klischees des Gangsterfilms und hatte damit seinen Durchbruch in Japan. Neben zahlreichen weiteren Yakuza-Filmen schuf er in den 70er- und 80er-Jahren auch einige Science-Fiction- und Samurai-Filme.
1970 führte er Regie bei der US-amerikanischen Produktion Tora! Tora! Tora! über den Angriff auf Pearl Harbor im Zweiten Weltkrieg und ersetzte damit Akira Kurosawa, der ursprünglich dafür vorgesehen war. International bekannt machte ihn aber erst Battle Royale aus dem Jahr 2000. Das gesellschaftskritische und umstrittene Drama erzählt von einer Gruppe von japanischen Jugendlichen, die an einem brutalen Spiel teilnehmen. Beim Dreh zur Fortsetzung des Films starb Fukasaku im Alter von 72 Jahren an Hodenkrebs. Battle Royale II: Requiem wurde von seinem Sohn, Kenta, fortgeführt.
Kinji Fukasaku beeinflusste unter anderem die Filmemacher Takeshi Kitano, Takashi Miike, John Woo, William Friedkin und Quentin Tarantino. Tarantino lud Fukasaku zum Dreh seines Films Jackie Brown ein und widmete ihm den Film Kill Bill – Volume 1.

## Filmografie

### Regie
- 1961: Fūraibō tantei: Akai tani no sangeki (風来坊探偵 赤い谷の惨劇)
- 1961: Fūraibō tantei: Misaki o wataru kuroi kaze (風来坊探偵 岬を渡る黒い風)
- 1961: Hakuchū no buraikan (白昼の無頼漢)
- 1961: Funky Hat no kaidanji (ファンキーハットの快男児)
- 1961: Funky Hat no kaidanji: Nisenman-en no ude (ファンキーハットの快男児 二千万円の腕)
- 1962: Die Herausforderung (誇り高き挑戦 hokori takaki chosen)
- 1962: Gyangu tai G-men (ギャング対Gメン)
- 1963: Gangster-Syndikat – Jagd auf den Boss (ギャング同盟 gang domei)
- 1964: Jakoman to Tetsu (ジャコ萬と鉄)
- 1964: Ōkami to buta to ningen (狼と豚と人間)
- 1966: Hokkai no Abare-Ryu (北海の暴れ竜)
- 1966: Odoshi (脅迫)
- 1966: Young Kamikaze & Co. – K.M. jagt Feuervogel (カミカゼ野郎 kamikaze yarō)
- 1967: Kaisan shiki (解散式)
- 1968: Kyokatsu koso Waga Jinsei (恐喝こそわが人生)
- 1968: Kurotokage (黒蜥蜴)
- 1968: Bakuto Kaisan-shiki (博徒解散式)
- 1969: Monster aus dem All (The Green Slime; ガンマー第3号 宇宙大作戦 gamma sango uchu daisakusen)
- 1969: Nihon boryoku-dan: Kumicho (日本暴力団 組長)
- 1969: Kuro bara no yakata (黒薔薇の館)
- 1970: Kimi ga wakamono nara (君が若者なら)
- 1970: Chi-zome no daimon (血染の代紋)
- 1970: Tora! Tora! Tora! (トラ・トラ・トラ!)
- 1971: Bakuto gaijin butai (博徒外人部隊)
- 1972: Hito-kiri Yota: Kyoken San-kyodai (人斬り与太 狂犬三兄弟)
- 1972: Unter dem Banner der aufgehenden Sonne (軍旗はためく下に gunki hatameku motoni)
- 1972: Gendai yakuza: hito-kiri yota (現代やくざ 人斬り与太)
- 1973: Jingi naki tatakai (仁義なき戦い)
- 1973: Jingi naki tatakai: Hiroshima shito hen (仁義なき戦い 広島死闘篇)
- 1973: Jingi naki tatakai: Dairi senso (仁義なき戦い 代理戦争)
- 1974: Jingi naki tatakai: Chōjo sakusen (仁義なき戦い 頂上作戦)
- 1974: Jingi naki tatakai: Kanketsu-hen (仁義なき戦い 完結篇)
- 1974: Shin jingi naki tatakai (新・仁義なき戦い)
- 1975: Shin jingi naki tatakai: Kumicho no kubi (新・仁義なき戦い 組長の首)
- 1975: Shikingen gōdatsu (資金源強奪)
- 1975: Graveyard of Honor (仁義の墓場 jingi no hakaba)
- 1975: Kenkei tai soshiki boryoku (県警対組織暴力)
- 1976: Yakuza Graveyard (やくざの墓場 くちなしの花 yakuza no hakaba: kuchinashi no hana)
- 1976: Bōsō panikku: Daigekitotsu (暴走パニック 大激突)
- 1976: Shin jingi naki tatakai: Kumicho saigo no hi (新・仁義なき戦い 組長最後の日)
- 1977: Hokuriku dairi senso (北陸代理戦争)
- 1977: Doberuman deka (ドーベルマン刑事)
- 1978: Im Schatten des Shogun (柳生一族の陰謀 yagyū ichizoku no inbō)
- 1978: Sternenkrieg im Weltall (宇宙からのメッセージ uchu kara no messeji)
- 1978: Ako-Jo danzetsu (赤穂城断絶)
- 1980: Overkill – Durch die Hölle zur Ewigkeit (復活の日 fukkatsu no hi)
- 1981: Seishun no mon (青春の門)
- 1981: Samurai Reincarnation (魔界転生 makai tenshō)
- 1982: Dōtonborigawa (道頓堀川)
- 1982: Die Todestreppe (蒲田行進曲 kamata koshin-kyoku)
- 1983: Jinsei gekijo (人生劇場)
- 1983: Die Legende von den acht Samurai (里見八犬伝 satomi hakken-den)
- 1984: Shanhai bansukingu (上海バンスキング)
- 1986: Kataku no hito (火宅の人)
- 1987: Hissatsu IV: Urami harashimasu (必殺IV 恨みはらします)
- 1988: Hana no ran (華の乱)
- 1992: Double Cross – Das Action-Massaker (いつかギラギラする日 itsuka giragirasuruhi)
- 1994: Chushingura gaiden yotsuya kaidan (忠臣蔵外伝 四谷怪談)
- 1999: Omocha (おもちゃ)
- 2000: Battle Royale (バトル・ロワイアル batoru rowaiaru)
- 2003: Battle Royale II: Requiem (バトル・ロワイアルII 【鎮魂歌】 batoru rowaiaru II: chinkonka)

### Drehbuch
- 1964: Ōkami to buta to ningen (狼と豚と人間)
- 1966: Odoshi (脅迫)
- 1966: Young Kamikaze & Co. – K.M. jagt Feuervogel (カミカゼ野郎 kamikaze yarō)
- 1967: Kaisan shiki (解散式)
- 1969: Nihon boryoku-dan: Kumicho (日本暴力団 組長)
- 1969: Kuro bara no yakata (黒薔薇の館)
- 1970: Kimi ga wakamono nara (君が若者なら)
- 1970: Chi-zome no daimon (血染の代紋)
- 1971: Bakuto gaijin butai (博徒外人部隊)
- 1972: Unter dem Banner der aufgehenden Sonne (軍旗はためく下に gunki hatameku motoni)
- 1972: Gendai yakuza: hito-kiri yota (現代やくざ 人斬り与太)
- 1976: Bōsō panikku: Daigekitotsu (暴走パニック 大激突)
- 1978: Im Schatten des Shogun (柳生一族の陰謀 yagyū ichizoku no inbō)
- 1978: Sternenkrieg im Weltall (宇宙からのメッセージ uchu kara no messeji)
- 1980: Overkill – Durch die Hölle zur Ewigkeit (復活の日 fukkatsu no hi)
- 1981: Samurai Reincarnation (魔界転生 makai tenshō)
- 1982: Dōtonborigawa (道頓堀川)
- 1983: Jinsei gekijo (人生劇場)
- 1983: Die Legende von den acht Samurai (里見八犬伝 satomi hakken-den)
- 1994: Chushingura gaiden yotsuya kaidan (忠臣蔵外伝 四谷怪談)
- 1984: Shanhai bansukingu (上海バンスキング)
- 1987: Hissatsu IV: Urami harashimasu (必殺IV 恨みはらします)
- 1988: Hana no ran (華の乱)